# Manjabálago y Ortigosa de Rioalmar
Manjabálago y Ortigosa de Rioalmar è un comune spagnolo di 34 abitanti situato nella comunità autonoma di Castiglia e León. È formato da due centri abitati: Manjabálago (capoluogo municipale) e Ortigosa de Rioalmar.